# Forêts humides des Philippines
Les forêts humides des Philippines forment une région écologique identifiée par le Fonds mondial pour la nature (WWF) comme faisant partie de la liste « Global 200 », c'est-à-dire considérée comme exceptionnelle au niveau biologique et prioritaire en matière de conservation. Elle regroupe plusieurs écorégions terrestres de l'archipel des Philippines :
- les forêts pluviales de Mindoro
- les forêts pluviales de Mindanao et des Visayas orientales
- les forêts pluviales d'altitude de Mindanao
- les forêts pluviales de Luçon
- les forêts pluviales de Negros et Panay
- les forêts de pins tropicales de Luçon
- les forêts pluviales d'altitude de Luçon